# Punktförmige Zugbeeinflussung

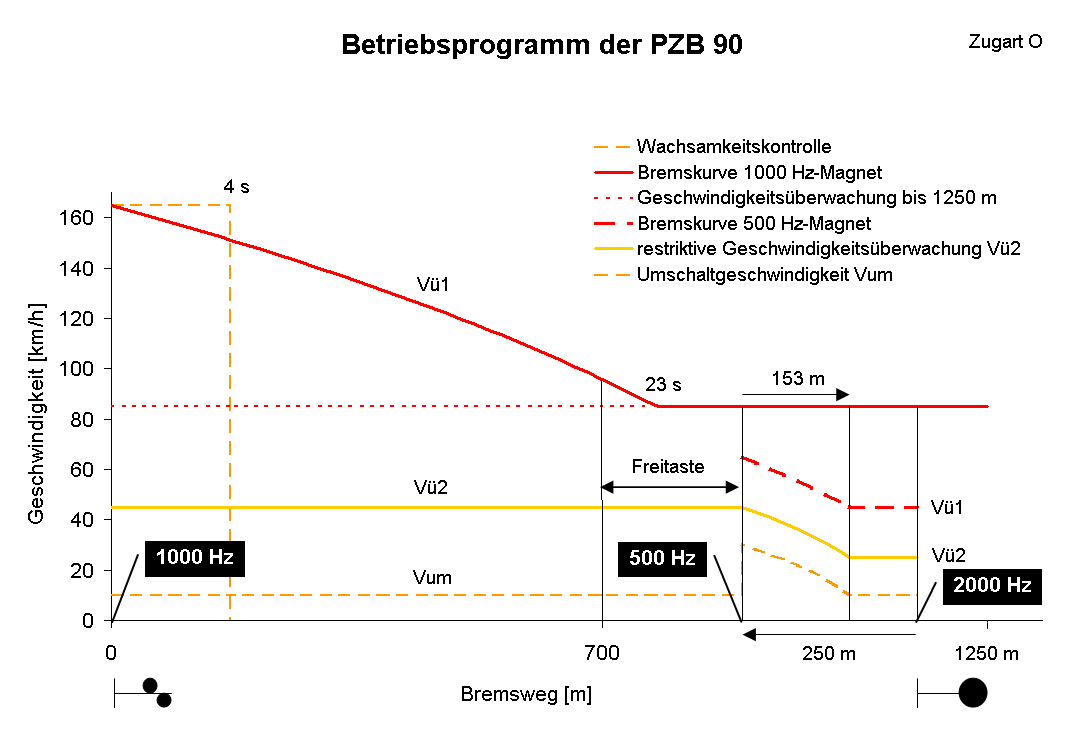

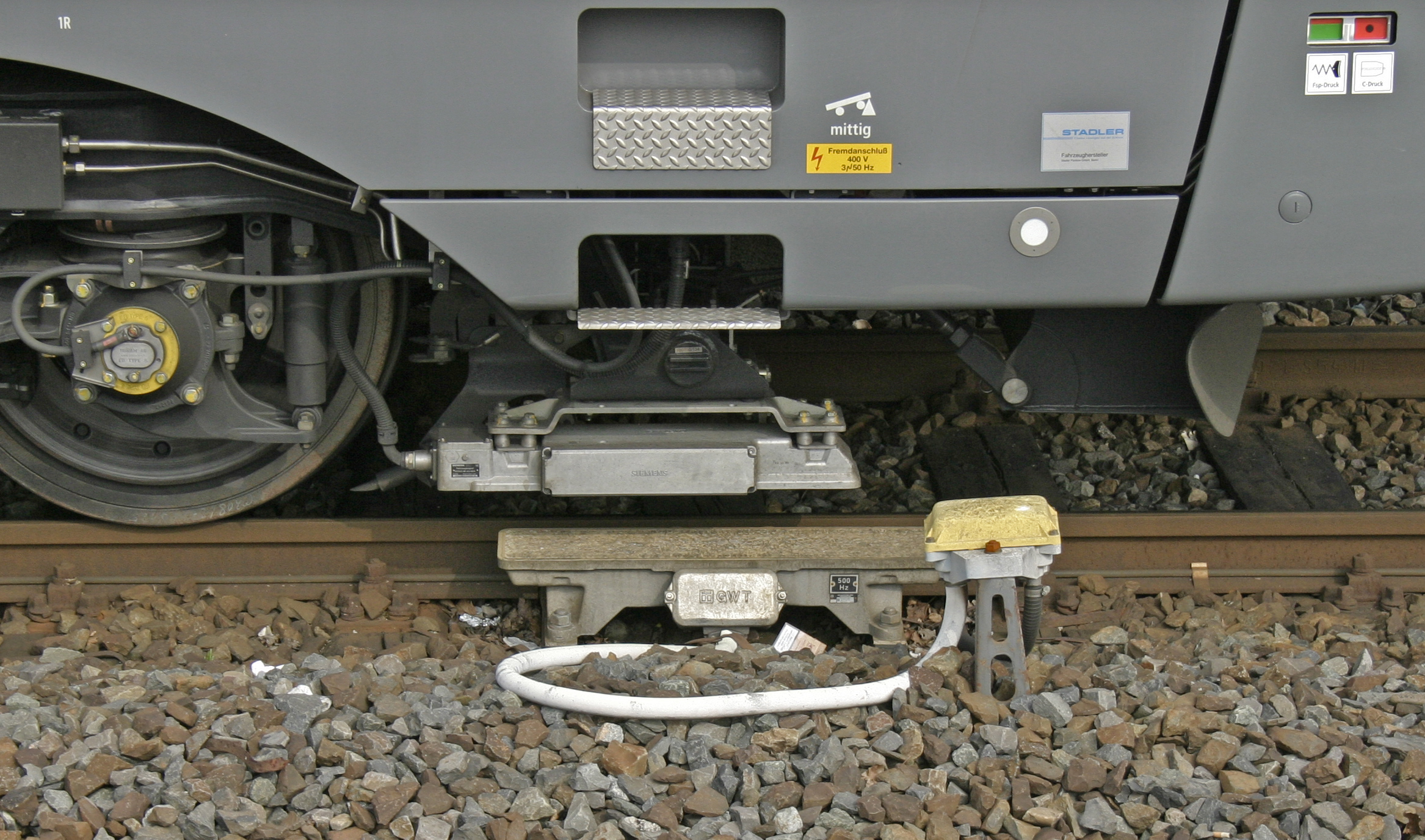
Magnesy przytorowe oraz pokładowe

Punktförmige Zugbeeinflussung (PZB), również Induktive Zugsicherung (Indusi) – system automatycznej kontroli pociągu instalowany na liniach kolejowych w Niemczech i w Austrii.
Przytorowe oraz pokładowe obwody rezonansowe o sprzężeniu magnetycznym przesyłają 1 z 3 informacji do pociągu. System ten nie jest bezpieczny w razie awarii, ale w wystarczającym stopniu nadzoruje pracę maszynisty. Funkcjonuje on całkowicie w tle, co oznacza, że nie daje on maszyniście żadnych informacji o wskazaniach sygnałów, informuje tylko o tym, że pociąg jest nadzorowany.
PZB (w wersji mikroprocesorowej) nadzoruje:
- 500 Hz: bezpośredni nadzór prędkości oraz nadzór krzywej hamowania,
- 1000 Hz: potwierdzanie wskazania sygnału o ograniczeniach,
- 2000 Hz: natychmiastowe zatrzymanie.

W przypadku naruszenia warunków nadzoru uruchamiane jest nagłe hamowanie.